# Буйвалівська сільська рада
Буйва́лівська сільська́ ра́да — колишній орган місцевого самоврядування у Кролевецькому районі Сумської області. Адміністративний центр — село Буйвалове.

## Загальні відомості
- Населення ради: 595 осіб (станом на 2001 рік)

## Населені пункти
Сільській раді були підпорядковані населені пункти:
- с. Буйвалове
- с. Миколаєнкове
- с-ще Мирне
- с. Неровнине
- с. Свидня

## Склад ради
Рада складалася з 14 депутатів та голови.
- Голова ради: Яценко Любов Олексіївна
- Секретар ради: Коваленко Любов Григорівна

### Керівний склад попередніх скликань
| Прізвище, ім'я, по батькові | Основні відомості                                                                       | Дата обрання | Дата звільнення |
| --------------------------- | --------------------------------------------------------------------------------------- | ------------ | --------------- |
| Велесь Віктор Степанович    | Сільський голова, 1948 року народження, безпартійний                                    | 26.03.2006   | 26.05.2008      |
| Яценко Любов Олексіївна     | Сільський голова, 1963 року народження, освіта середня спеціальна, позапартійна         | 30.11.2008   | 31.10.2010      |
| Яценко Любов Олексіївна     | Сільський голова, 1963 року народження, освіта середня спеціальна, член Партії регіонів | 31.10.2010   |                 |

Примітка: таблиця складена за даними сайту Верховної Ради України